# Jessica Barth

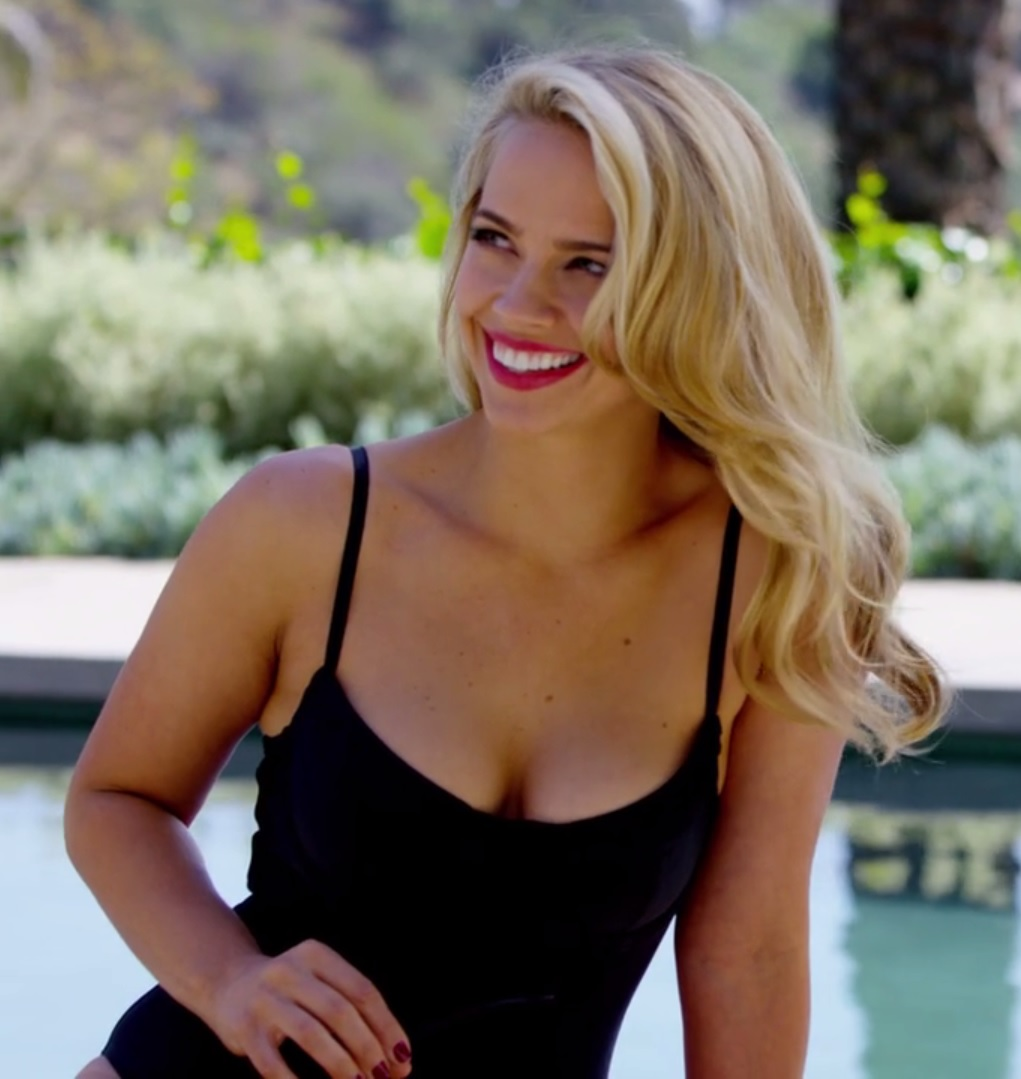
Jessica Barth (2015)

Jessica Barth (Filadelfia, 12 luglio 1980) è un'attrice e modella statunitense, nota per aver recitato nel ruolo di Tami-Lynn McCafferty in Ted di Seth MacFarlane (2012), ruolo che ha reinterpretato  anche nel sequel del 2015.

## Biografia
Jessica Barth è nata a Filadelfia, in Pennsylvania, il 12 luglio 1980. Ha frequentato La Salle University, dove ha studiato comunicazione per due anni. Si è poi trasferita alla West Chester University, dove ha studiato recitazione, così come teatro e scrittura creativa.

## Filmografia parziale

### Cinema
- Neo Ned, regia di Van Fischer (2005)
- Next, regia di Lee Tamahori (2007)
- Agente Smart - Casino totale (Get Smart), regia di Peter Segal (2008)
- The Waterhole, regia di Ely Mennin (2009)
- Ted, regia di Seth MacFarlane (2012)
- Ted 2, regia di Seth MacFarlane (2015)

### Televisione
- The District - serie TV, 1 episodio (2004)
- One on One - serie TV, 1 episodio (2005)
- A sud del paradiso (South of Nowhere) - serie TV, 1 episodio (206)
- How I Met Your Mother - serie TV, 1 episodio (2007)
- Il tempo della nostra vita (Days of Our Lives) - serie TV, 1 episodio (2007)
- CSI - Scena del crimine (CSI: Crime Scene Investigation) - serie TV, 1 episodio (2008)
- Parks and Recreation - serie TV, 1 episodio (2012)
- Melissa & Joey - serie TV, 1 episodio (2012)
- Passato rubato (Deadly Lessons) - film TV, regia di Michael Feifer (2018)

### Doppiatrice
- I Griffin (Family Guy) - serie TV, 3 episodi (2007-2012)

## Doppiatrici italiane
- Federica De Bortoli in Ted, Ted 2
- Emanuela D'Amico in Passato rubato